# Aciagrion africanum
Aciagrion africanum là một loài chuồn chuồn kim thuộc họ Coenagrionidae. Loài này có ở Cameroon, Cộng hòa Congo, Bờ Biển Ngà, Guinea, Guinea-Bissau, Liberia, Malawi, Mozambique, Nigeria, Uganda, Zambia, Zimbabwe, và có thể cả Tanzania. Môi trường sống tự nhiên của chúng là rừng khô nhiệt đới hoặc cận nhiệt đới, rừng ẩm vùng đất thấp nhiệt đới hoặc cận nhiệt đới, xavan ẩm, vùng cây bụi khô khu vực nhiệt đới hoặc cận nhiệt đới, vùng cây bụi ẩm khu vực nhiệt đới hoặc cận nhiệt đới, sông ngòi, đất ngập nước với cây bụi là chủ yếu, đầm nước ngọt, và đầm nước ngọt có nước theo mùa.